# Caquelon

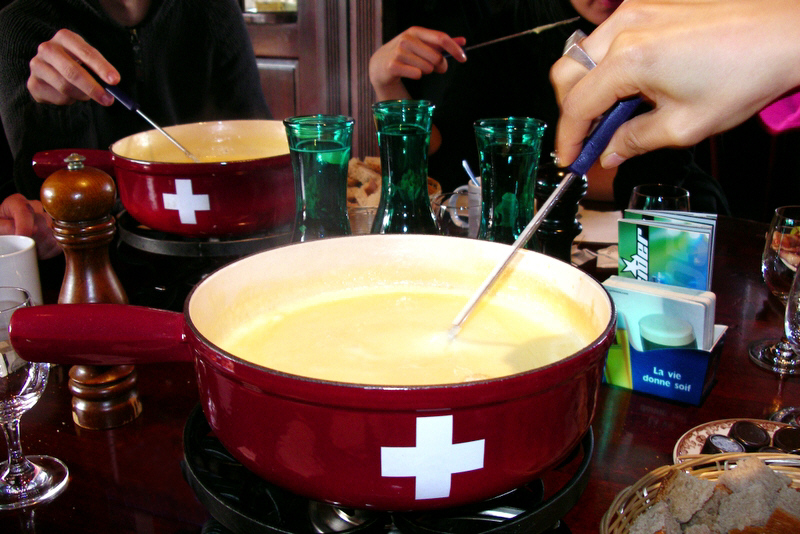
Un caquelon en fonte émaillée.

Le caquelon ou craquelon est une sorte de casserole en terre cuite ou en fonte, pourvue d'un manche, dans laquelle se prépare puis se sert, entre autres, la fondue.

## Étymologie
Le mot est surtout employé en Suisse romande, mais également dans le Jura français, en Savoie, en Haute-Savoie, en Vallée d'Aoste et en Belgique et s’est répandu au XVIIIe siècle, dérivé d'un emprunt au Suisse romand dialectal kakel (de l'allemand Kachel) « casserole de terre ».